# 피티 윌리엄스

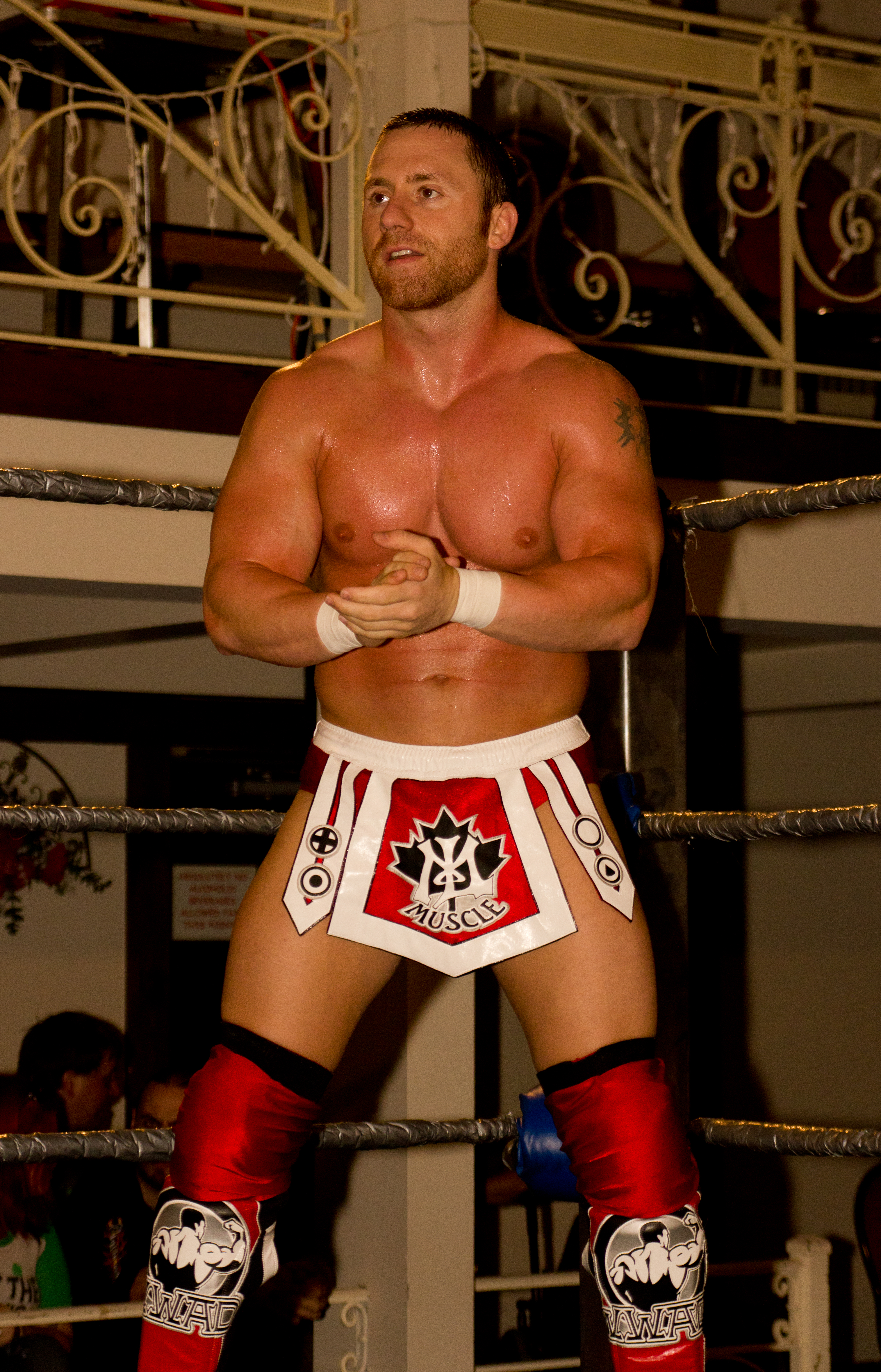
피티 윌리엄스

피티 윌리엄스(Petey Williams, 1982년 8월 26일 ~ )는 캐나다 출신의 전직 프로레슬러이다. 토탈 논스톱 액션 레슬링에서 2004년 데뷔해서 2009년까지 활동한 이후 인디단체에서
활동해 오다가 2014년 전격 은퇴한다.